# Eric Van Den Brink
Pour les articles homonymes, voir Van Den Brink.
L’auteur compositeur et producteur de disques Eric Van Den Brink est l’initiateur ainsi que le pilier du Nick Vernier Band, un projet de groupe global réunissant des ensembles de musiciens différents pour chaque enregistrement. Selon le modus operandi de la production, il joue la plupart des instruments et chante, avec l’aimable concours de divers instrumentalistes et vocalistes des quatre coins du monde qui ajoutent leur touche très personnelle aux enregistrements. Les productions voient souvent le jour grâce aux nombreuses prises de son échangées via Internet avant d’être finalement assemblées lors du dernier mixage général.

## Nick Vernier Band
La configuration toujours changeante du Nick Vernier Band a jusqu’à présent inclus Eric Van Den Brink, Probyn Gregory (Brian Wilson Band), Gerry Beckley (America), Paul Jones (Manfred Mann, the Blues Band), Jeffrey Foskett (the Beach Boys, Brian Wilson Band), Iain Matthews (Fairport Convention, Matthews Southern Comfort), Matt Malley (Counting Crows, Emitt Rhodes Band), Janaki, Iason Chronis, Atsuko Kurokawa (Seagulls), Abe Laboriel Jr. (Paul McCartney Band), Cucchilou (Playing Wolf), Sal Giorgianni (Miles Davis, Dizzy Gillespie), Erik Hazelhoff Roelfzema (Pizza Delivery Boys), Frank Verhey (Style Detectives), Esmée, Carl Fischer et d’autres encore.

## Les ingénieurs du son
Pour le premier album du Nick Vernier Band (Sessions), Bill Gautier, Julia Wolff, Coen Berrier (Mason & The Maker) et Hank Linderman ont apporté leur précieuse contribution.

## Autres associations
Concernant des associations précédentes, Eric Van Den Brink a antérieurement laissé son empreinte dans des champs d’activité variés allant de musicien/arrangeur à A&R manager ou ingénieur des prises de son. Il a ainsi apporté sa collaboration à des productions avec Yoko Ono Plastic Ono Band, Jan Akkerman (Focus), Rob Bolland (producteur de disques de Falco, le chanteur autrichien), Willem De Ridder, Cosmo Police, Mettensee Quartet, Colin Blunstone, Ian Gillan et Herman Brood avec Nina Hagen, Hans & Candy Dulfer, Trijntje Oosterhuis, Dick Dale, Henny Vrienten, Jules Deelder, etc.

## Discographie
- Style Detectives French Waltz (single) (1997)
- David Vermeulen Band David Vermeulen (album) (1998)[5]
- Eric Van Den Brink Words and Music (réédition) (album) (2005)
- E-Dude ft. Esmée What You Do (single) (2007)
- Nick Vernier Band Addendum (EP) (2008)
- Cosmo Police with Chanteuse Girl & Atsuko Kurokawa World Headlines (single) (2009)
- Nick Vernier Band with Paul Jones I’m Your Kingpin (single) (2009)
- Nick Vernier Band ft. Iain Matthews Woodstock (single) (2009)[6]
- Nick Vernier Band Sessions (album) (2010)